# Luis Hormazábal
Luis Orlando Hormazábal Gavilán (Santiago, Chile, 13 de febrero de 1959) es un exfutbolista chileno. Es famoso por haber vestido la camiseta de Colo-Colo por más de 12 años. Sus principales características de juego fueron ser un defensa encarador, rápido, disciplinado y de gran proyección ofensiva.

## Biografía
Natural de la comuna de Cerro Navia. Como el mismo consigna, desde que le salió el primer diente fue hincha de Colo-Colo.
Tuvo una infancia muy difícil donde debió trabajar para llevar el sustento al hogar, solo estudió hasta 4° año de preparatoria (En 2007 terminó sus estudios).
Su apodo Chupete, le fue puesto, ya que, vendía helados, denominados chupetes en Chile en el transporte público capitalino. También fue vendedor de diarios, medialunas y refrescos en distintos lugares como el Estadio Nacional.

## Trayectoria
Su carrera en Colo-Colo comienza a los 14 años y se extendió profesionalmente desde 1977 a 1989, trece exitosos años con el club más popular de Chile.
Debutó con el indio en el pecho un 18 de septiembre de 1977, frente a Audax Italiano, bajo las órdenes de Ferenc Puskás.
Partió jugando como defensa central pero en 1981 Pedro García lo hizo lateral izquierdo, puesto del que no se movió.
Su último partido oficial fue en la Copa Libertadores 1988 frente a Oriente Petrolero. 
Su retiro fue una de las jornadas más extrañas y a la vez famosas del fútbol chileno, pues se vistió de corto para dar el puntapié inicial del Superclásico de enero de 1989 y dio una vuelta olímpica en el Estadio Nacional, donde incluso los hinchas del archirrival, la Universidad de Chile, lo aplaudieron de pie. Colo-Colo cayó 3 a 0 frente a la U. Dos semanas más tarde, el archirrival descendía a la segunda división.
Actualmente continúa ligado al club Colo-Colo y además es entrenador del equipo de exhibición Colo-Colo de Todos los Tiempos.

## Selección nacional
En la Selección nacional de fútbol de Chile, jugó la final de la Copa América de 1987 frente a Uruguay. Es además uno de los pocos futbolistas chilenos que puede decir que jugó tres veces con Brasil y le ganó en dos ocasiones, una de ellas el recordado 4 a 0 en Rosario.

### Participaciones en Copas América
| Torneo            | Sede      | Resultado  |
| ----------------- | --------- | ---------- |
| Copa América 1987 | Argentina | Subcampeón |

## Clubes
| Club      | País  | Año       |
| --------- | ----- | --------- |
| Colo-Colo | Chile | 1977-1989 |

## Palmarés

### Campeonatos nacionales
| Título           | Club      | País  | Año  |
| ---------------- | --------- | ----- | ---- |
| Primera División | Colo-Colo | Chile | 1979 |
| Primera División | Colo-Colo | Chile | 1981 |
| Copa Chile       | Colo-Colo | Chile | 1981 |
| Copa Chile       | Colo-Colo | Chile | 1982 |
| Primera División | Colo-Colo | Chile | 1983 |
| Copa Chile       | Colo-Colo | Chile | 1985 |
| Primera División | Colo-Colo | Chile | 1986 |
| Copa Chile       | Colo-Colo | Chile | 1988 |
| Copa Chile       | Colo-Colo | Chile | 1989 |
| Primera División | Colo-Colo | Chile | 1989 |